# Liste der Naturdenkmale in Nonnweiler
Die Liste der Naturdenkmale in Nonnweiler nennt die auf dem Gebiet der Gemeinde Nonnweiler im Landkreis St. Wendel im Saarland gelegenen Naturdenkmale.

## Naturdenkmale
| Bild | Bezeichnung            | Ort                                                     | Beschreibung                                                                           | Art | Nr.                            |
| ---- | ---------------------- | ------------------------------------------------------- | -------------------------------------------------------------------------------------- | --- | ------------------------------ |
| BW   | Felswand am Kahlenberg | Nonnweiler Otzenhausen 49° 36′ 44,4″ N, 6° 59′ 23,1″ O) | Felswand am Südosthang des Kahlenberges zwischen Stausee und der Europäischen Akademie |     | ND-008-WND-NON (ex: D 2.01.01) |

## Ehemalige Naturdenkmale
Vor der Neuverordnung durch den Landkreis St. Wendel im Juni 2005 gab es in Nonnweiler noch 6 Naturdenkmale.